# Агапіт (Гуменюк)
Агапіт (у миру Гуменюк Павло Зіновійович; нар. 23 травня 1980, Новосілка Підволочиського району) — архієрей Православної церкви України, архієпископ Вишгородський, намісник Свято-Михайлівського Золотоверхого монастиря. У минулому — керуючий справами УПЦ КП, секретар Київської митрополії (з 2019)

## Життєпис
1997 вступив до Київської духовної семінарії, яку закінчив 2001 року.
1 жовтня 2000 року з благословення Святішого Патріарха Філарета прийняв чернечий постриг у Свято-Михайлівському Золотоверхому монастирі міста Києва.
8 жовтня 2000 року в Свято-Володимирському Патріаршому кафедральному соборі міста Києва Святішим Патріархом Філаретом рукоположений у сан ієродиякона, а 29 жовтня 2000 року в сан ієромонаха.
2005 — закінчив Київську духовну академію.
5 лютого 2006 року за Божественною літургією у Свято-Володимирському соборі міста Києва Святішим Патріархом Філаретом возведений в сан ігумена, а 19 квітня 2006 року до дня Святої Пасхи возведений в сан архімандрита.
Указом Святішого Патріарха Філарета від 13 жовтня 2000 призначений ризничним Свято-Михайлівського Золотоверхого монастиря, а 1 січня 2006 призначений на посаду скарбника монастиря.
Указом Святійшого Патріарха Філарета від 10 листопада 2009 призначений намісником Києво-Михайлівського Золотоверхого монастиря.

### Єпископське служіння
На засіданні Священного синоду УПЦ Київського патріархату 27 липня 2010 (журнал № 19) ухвалено рішення призначити архімандрита Агапіта (Гуменюка), намісника Свято-Михайлівського Золотоверхого монастиря, єпископом Вишгородським, вікарієм Київської єпархії.
8 серпня 2010 року у Володимирському патріаршому кафедральному соборі над архімандритом Агапітом (Гуменюком) була звершена архієрейська хіротонія, яку очолив Святійший Патріарх Київський і всієї Руси-України Філарет у співслужінні єпископату УПЦ Київського патріархату.
9 серпня 2011 року поставив свій підпис під офіційною заявою до Печерського районного суду з проханням звільнити Юлію Тимошенко з-під варти на поруки (також разом з ним поставили свої підписи ще 40 поручителів).
З 27 жовтня по 5 листопада 2012 року супроводжував Патріарха Філарета до США.

25 листопада 2013 року благословив видання Книги присвяченої 900-літтю з часу освячення кам'яного храму обителі Золотоверхого собору. Сказав про неї такі слова:
«Напевно, кожна святиня, монастир чи храм, який має свою прадавню історію повинен мати й видання, присвячені своєму минулому. Тим більше це відноситься до знаних та відомих на весь світ київських святинь, що знаходяться у серці столичного міста. Свято-Михайлівський Золотоверхий монастир має величну та славну історію. Підтвердженням цьому можуть служити навіть цьогорічні ювілеї: 900 років з часу освячення Свято-Михайлівського Золотоверхого собору (1113) та 300-ліття трапезного монастирського храму на честь святого апостола і євангелиста Іоана Богослова (1713), який зараз є академічним храмом Київської православної богословської академії».
8 грудня 2013 року виступив зі сцени майдану, закликав не забувати про духовність та долучатись до майданів у всіх регіонах Вітчизни. Опісля він прочитав разом з протестувальниками молитву «Отче наш». 20 лютого 2016 року відслужив поминальну панахиду за спокій душ розстріляних мирних учасників Революції гідності. 21 лютого 2016 співслужив при освяченні престолу у Малій Софії в Києві.
15 січня 2016 року нагороджував Анатолія Шостака орденом святих Кирила і Мефодія. 28 березня 2016 звершив чин похорону Анатолія Авдієвського. 22 квітня 2016 року помолився за жертв аварії на Чорнобильській АЕС.
16 травня 2016 року, з нагоди свого ювілею 50-літнього служіння на Київській кафедрі, Патріарх Філарет возвів єпископа Агапіта в сан архієпископа.
15 грудня 2018 року разом із усіма іншими архієреями УПЦ КП взяв участь у Об'єднавчому соборі в храмі Святої Софії.
5 лютого 2019 року митрополит Київський і всієї України Епіфаній призначив владику Агапіта до складу першого Священного синоду Православної церкви України. Також рішенням синоду його було зрівняно у правах з єпархіальними архієреями (посада, аналогічна Патріаршому наміснику у церквах з патріархальним устроєм).
21 вересня 2019 року, в день свята Різдва Пресвятої Богородиці, архієпископ Агапіт звершив Чин освячення храму Різдва Пресвятої Богородиці та першу Божественну літургію у селі Велика Мотовилівка Фастівського району Київської області. Його Високопреосвященству співслужили благочинні Фастівського району протоієрей Михайло Данилів та протоієрей Микола Лимар, настоятель храму протоієрей Леонід Красновид та духовенство району.
17 жовтня 2020 року архієпископ Вишгородський Агапіт звершив чин освячення козацького храму на честь святителя Миколая Чудотворця, що в селі Чопилки Переяславського району Київської єпархії, та очолив в ньому першу Божественну літургію.
22 жовтня 2020 року архієпископ Вишгородський Агапіт звершив чин освячення храму на честь ікони Божої Матері «Казанська» в селі Діброва Київської єпархії.
14 листопада 2020 року звершив чин освячення храму Успіння Пресвятої Богородиці в селі Літочки Київської єпархії.
2 лютого 2024 року, рішенням Синоду ПЦУ був призначений правлячим архієреєм новоствореної Вишгородської єпархії.

## Галерея

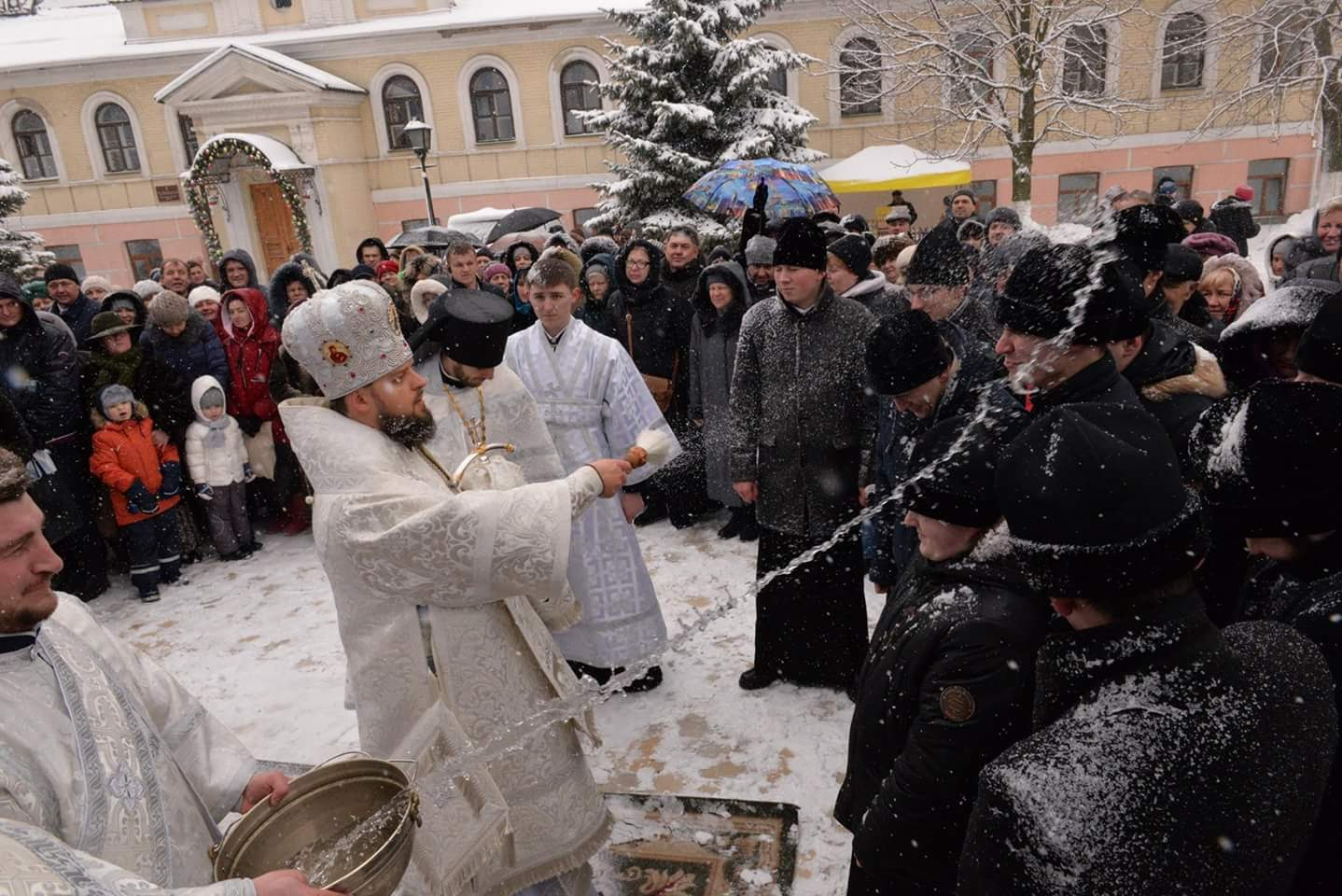
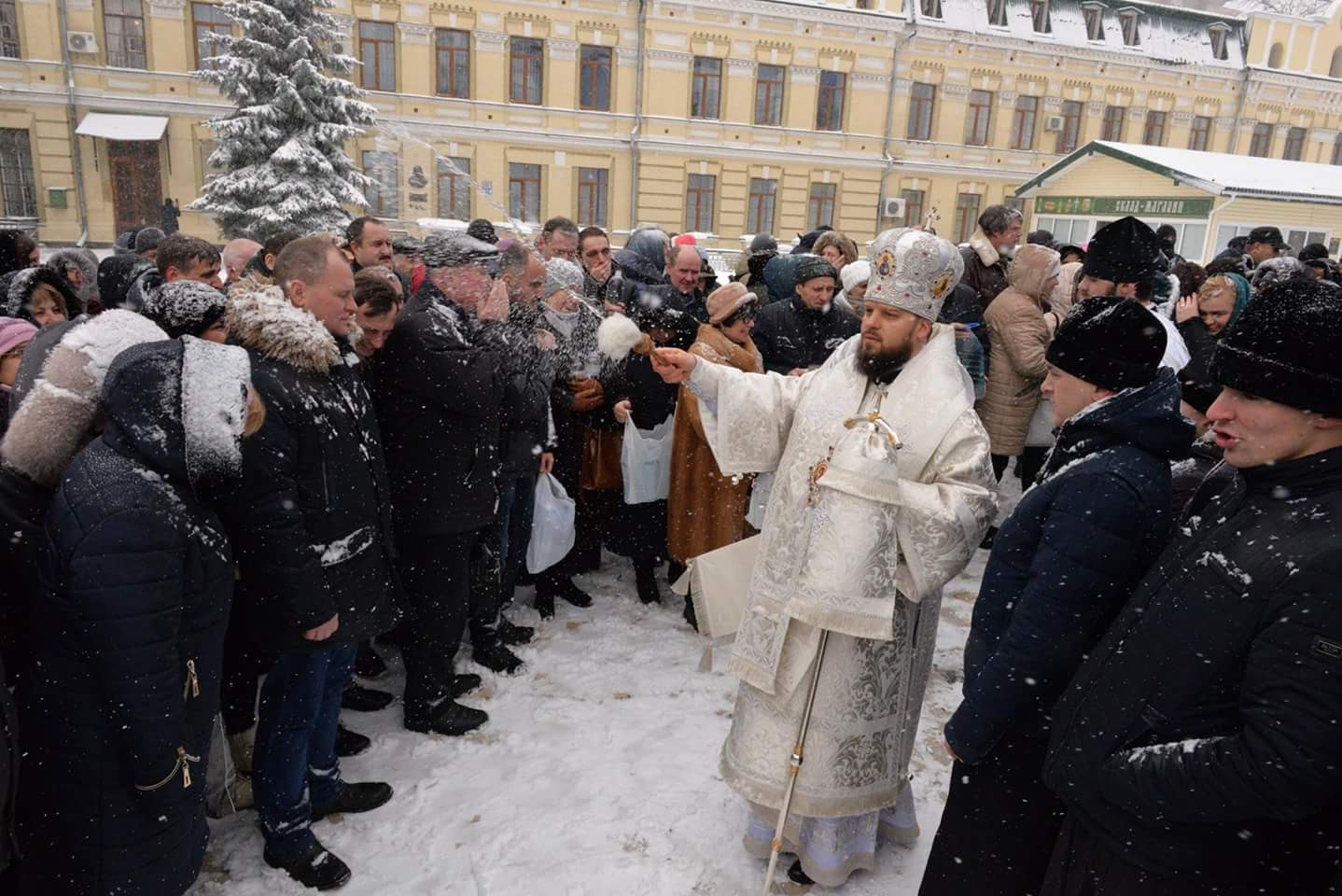
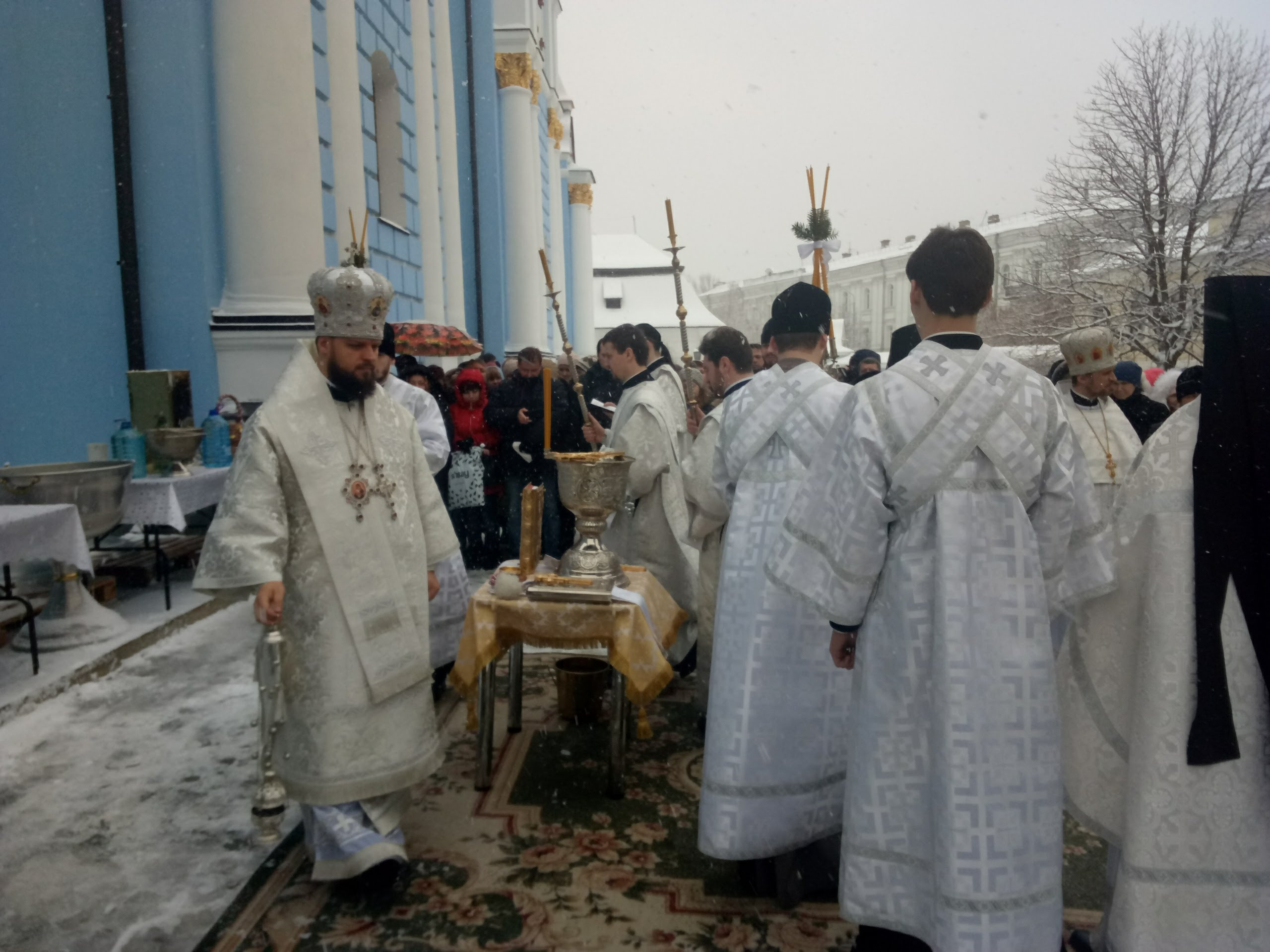
2018 рік, освячення води на свято Хрещення господнє
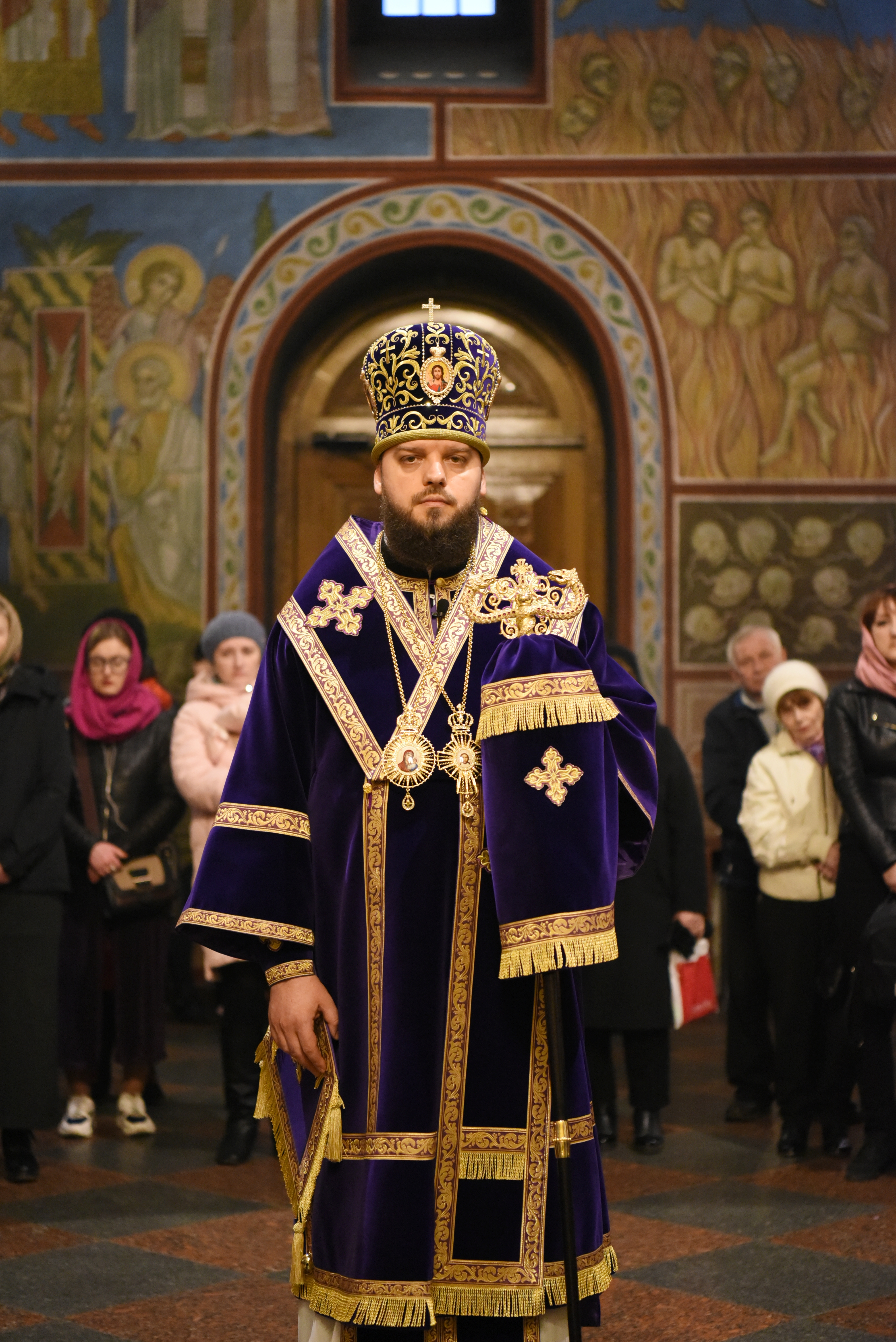
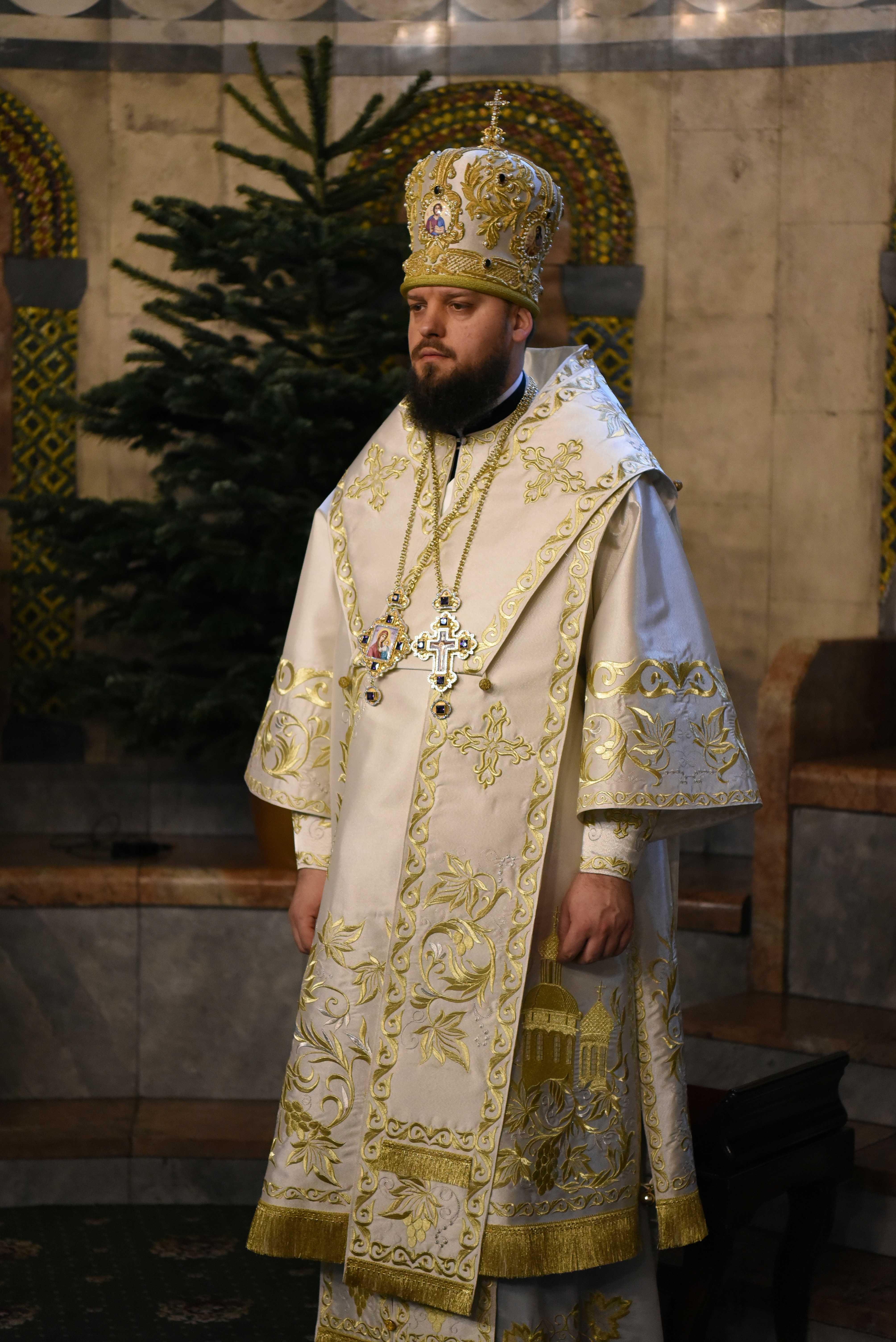
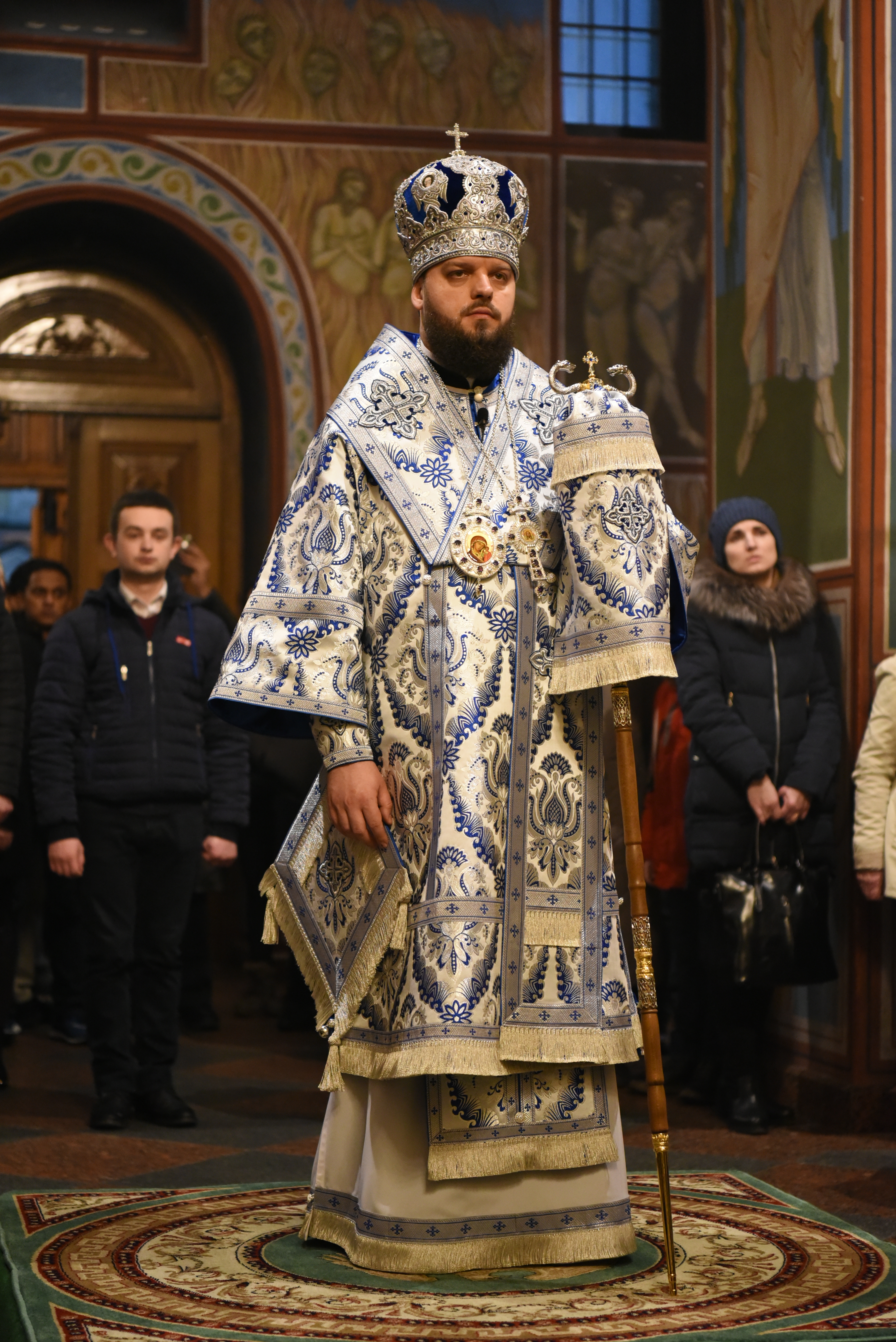
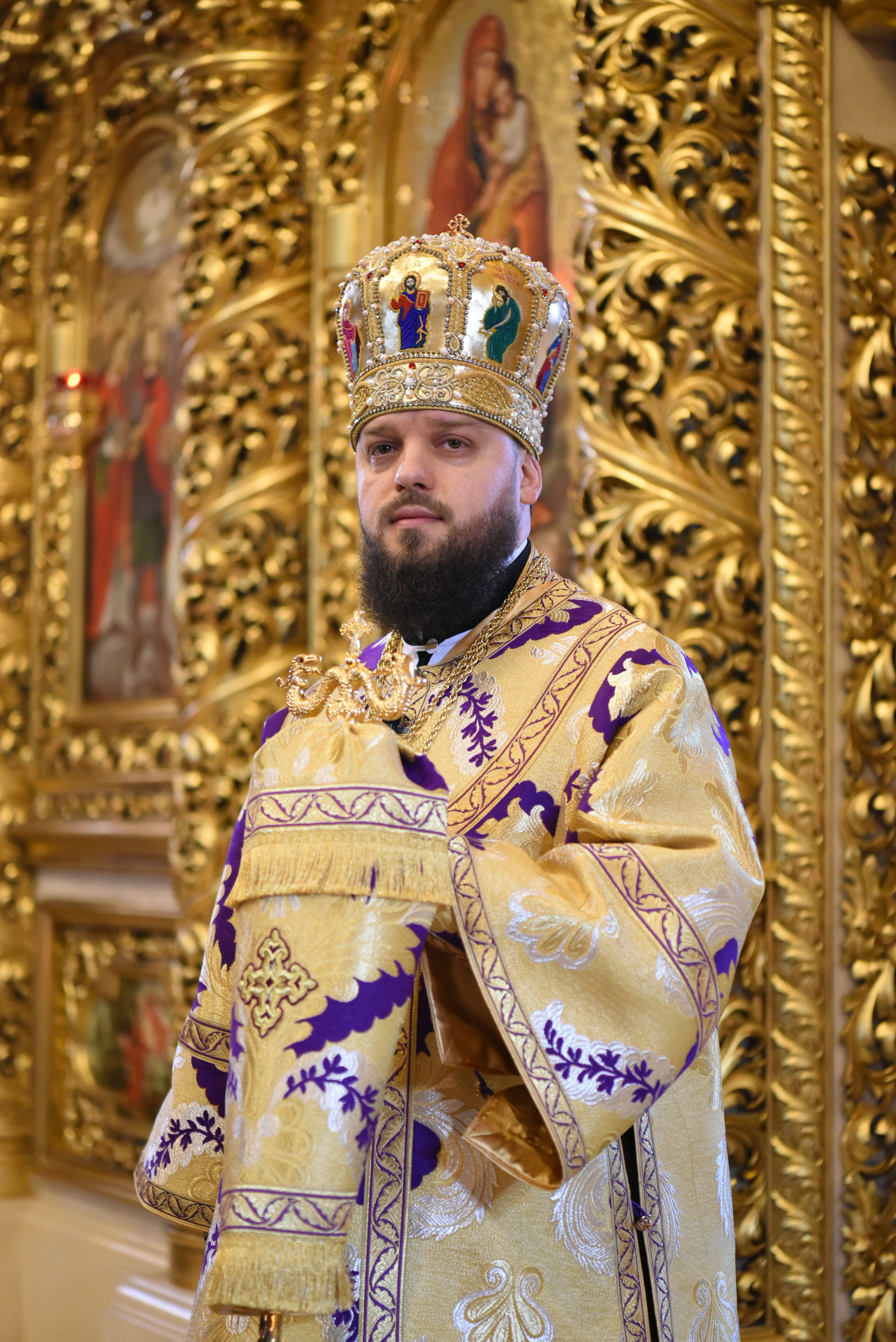
Під час проповіді у Михайлівському золотоверхому соборі

## Нагороди
- За церковні заслуги перед УПЦ КП наказом патріарха Філарета від 23 січня 2012 року нагороджений Орденом Святого Рівноапостольного князя Володимира ІІІ-го ступеня.[2]